# Bologhine
Bologhine (in arabo: بلدية بولوغين) è un comune dell'Algeria, nel distretto di Bab El Oued della provincia di Algeri.
Posta presso la periferia nord della città di Algeri, vi sorge la basilica di Notre-Dame d'Afrique, chiesa cattedrale di Algeri.
La località, in origine sobborgo di Algeri, conobbe un notevole sviluppo urbanistico durante il periodo coloniale, quando vi si insediarono numerosi consolati esteri. Nel 1848 prese il nome di Saint-Eugène (in onore di Eugène Guyot, amministratore di Algeri) e nel 1872 divenne comune autonomo.
Dopo l'indipendenza dell'Algeria dalla Francia (1962) assunse l'attuale nome in omaggio di Buluggin ibn Ziri, fondatore di Algeri.